# Novocserkasszk
Novocserkasszk (oroszul: Новочеркасск) város Oroszországban a Rosztovi területen.  Történelmi város, a doni kozákok területének fővárosa és érseki székhely az Ak-szaj (a Don egyik ága) és a Tuszlov folyó alkotta félszigeten, a Moszkva–Rosztov-vasútvonal mellett helyezkedik el.
Lakossága: 168 746 fő (a 2010. évi népszámláláskor).

## Története
A várost Matvej Ivanovics Platov orosz tábornok, a doni kozákok atamánja alapította 1805-ben. Novocserkasszk városát a doni kozákok fővárosaként mostani helyére a Don jobb partjáról az úgynevezett Sztarocserkasszk (oroszul: Старочерка́сская – fordítás: Ócserkasszk) településről 1805-ben telepítették át. A távolság a két település között negyven kilométer, de az új város egy hegyre épült, így védhetőbb volt és az árvizek is elkerülték.
Az oroszországi polgárháború alatt a város és a környező terület az ellenforradalmi kozák vezető Alekszej Makszimovics Kalegyin atamán parancsnoksága alatt állt. A Vörös Hadsereg 1920 január 7-én kiszorította a fehéreket a városból.
A második világháborúban a német hadsereg 1942. július 24-én elfoglalta a várost és egészen 1943. február 13-ig tartotta megszállva. A harcok elcsendesedése után hadifogolytábort és kórházat is létesítettek itt. A hadifogoly-temetőben 1945. szeptemberétől elsősorban az 5351. sz. tábori kórházban elhunyt hadifoglyokból eltemettek 843 főt, köztük 92 fő magyar hadifogolyt is. Ebben a temetőben 1945. szeptemberétől egészen 1949. májusáig folytak temetések.
A városban 1962. június 2-án a Szovjet Hadsereg kijelölt alakulatai az áremelkedések és a nehéz munkakörülmények miatt tüntető tömegbe lőttek és ezáltal többeket lemészároltak vagy megsebesítettek.

## Jelene
A városban több ipari létesítmény, így a Novocserkasszki Villamosmozdonygyár működik. Hagyományosan vallási központ is, mivel az ortodox egyháznak érseki székhelye működik az itt felépített Mennybemenetel-székesegyházban, amely a második patriarkális bazilika Oroszországban a moszkvai Uszpenszkij-székesegyház után, és egyike a világ legnagyobb ortodox templomainak. A környék mezőgazdaságára a szőlőtermelés, gabona-, bor- és fakereskedés a jellemző. A város nevezetes épületei még az 1904-ben épített székesegyház mellett álló Matvej Ivanovics Platov és a Jermak Tyimofejevics tiszteletére épített emlékművek.

## Testvérvárosok
- Iserlohn, Észak-Rajna-Vesztfália, – Németország 1990 óta
- La Valette-du-Var, Rhône-Alpes, Franciaország
- Kronstadt, Szentpétervár, Oroszország
- Karlóca, Szerbia